# Portus Itius
Portus Itius est le nom donné par Jules César lors de sa conquête des Gaules à un port construit par les Romains situé sur le littoral de la Manche, au nord de la Gaule.
Sa localisation exacte est inconnue mais il se situerait probablement à Saint-Omer ou dans ses environs, au Cap Blanc-Nez, à Wissant, Ambleteuse, ou encore Boulogne-sur-Mer...

## Le lieu d'embarquement de l'armée romaine pour la conquête de la Bretagne

### Première expédition de Jules César
Pour sa première invasion de l'Angleterre en 55 av. J.-C., Jules César fit construire une flotte à Portus Itius, composée de quatre-vingts navires pour le transport de deux légions, la VIIe légion et la Xe légion soit 12 000 hommes, ainsi qu'un certain nombre de navires de guerre (dix-huit) commandés par un questeur. Au transport des deux légions s'ajoute celui de la cavalerie. César laissa une petite garnison dans le port et embarqua son infanterie en donnant l’ordre à la cavalerie de les rejoindre dès que possible. Cette décision pourrait être une erreur tactique car l’infanterie arriva sur l’île sans armement lourd ou bien une indication du fait que César voulait explorer le territoire et non pas le conquérir. Cette première tentative de débarquement ne sera d'ailleurs qu'une expédition de reconnaissance.

### Seconde expédition de Jules César
Portus Itius fut aussi le point de départ de sa deuxième invasion de l'Angleterre en 54 av. J.-C. Le légat de l’armée de César, Titus Labienus resta à Portus Itius avec l’ordre de superviser l’approvisionnement de l’armée. Aux navires de guerre se joignirent des bateaux de commerce, surtout en provenance de la Gaule. Ces bateaux recherchaient de nouvelles opportunités commerciales. Il est probable que le chiffre rapporté par César (800 bateaux) comprenne les navires de guerre et de commerce.
César débarqua en un endroit jugé plus favorable que lors de l'invasion précédente. Les Bretons décidèrent de ne pas s’opposer au débarquement. Selon César, la taille de la flotte leur inspirait trop de crainte.
Il pouvait également s’agir d’une manœuvre destinée à rassembler les forces bretonnes ou peut-être que César ne causait pas la même inquiétude.

## Une localisation incertaine
Portus Itius a souvent été défini comme étant situé entre Boulogne et le cap Gris-Nez, mais sa position exacte est très contestée depuis la Renaissance. Certains indices le placent dans l'actuelle ville de Saint-Omer, d'autres dans celle de Boulogne (Gesoriacum) à la même latitude mais à environ 50 km vers l'ouest.
Auguste Mariette, natif de Boulogne-sur-Mer, dans son ouvrage Portus Icius - Editions Christian Navarro et Daniel Haigneré  dans Étude sur le Portus Itius de Jules César ainsi que Camille Jullian, dans son Histoire de la Gaule ont identifié Portus Itius à l'actuelle ville basse de Boulogne-sur-Mer.
Thomas Rice Edward Holmes, quant à lui, a développé l'idée, dans un article de 1909, qu'il pourrait être situé à Wissant (à quelques kilomètres de Boulogne et du Cap Gris-Nez) car César n'aurait pas pu lancer suffisamment de navires à partir de Boulogne. Le point d'embarquement des troupes romaines vers l'Angleterre pourrait être une plage aujourd'hui ensablée située à douze milles au nord de Boulogne, sur le site actuel de Wissant (identifiée dans la chanson de Roland sous son nom flamand Wit-sand, Sable blanc). Les modifications importantes du littoral de la mer du Nord dans ce secteur (remblaiement) ont recouvert les sites portuaires de l'époque.

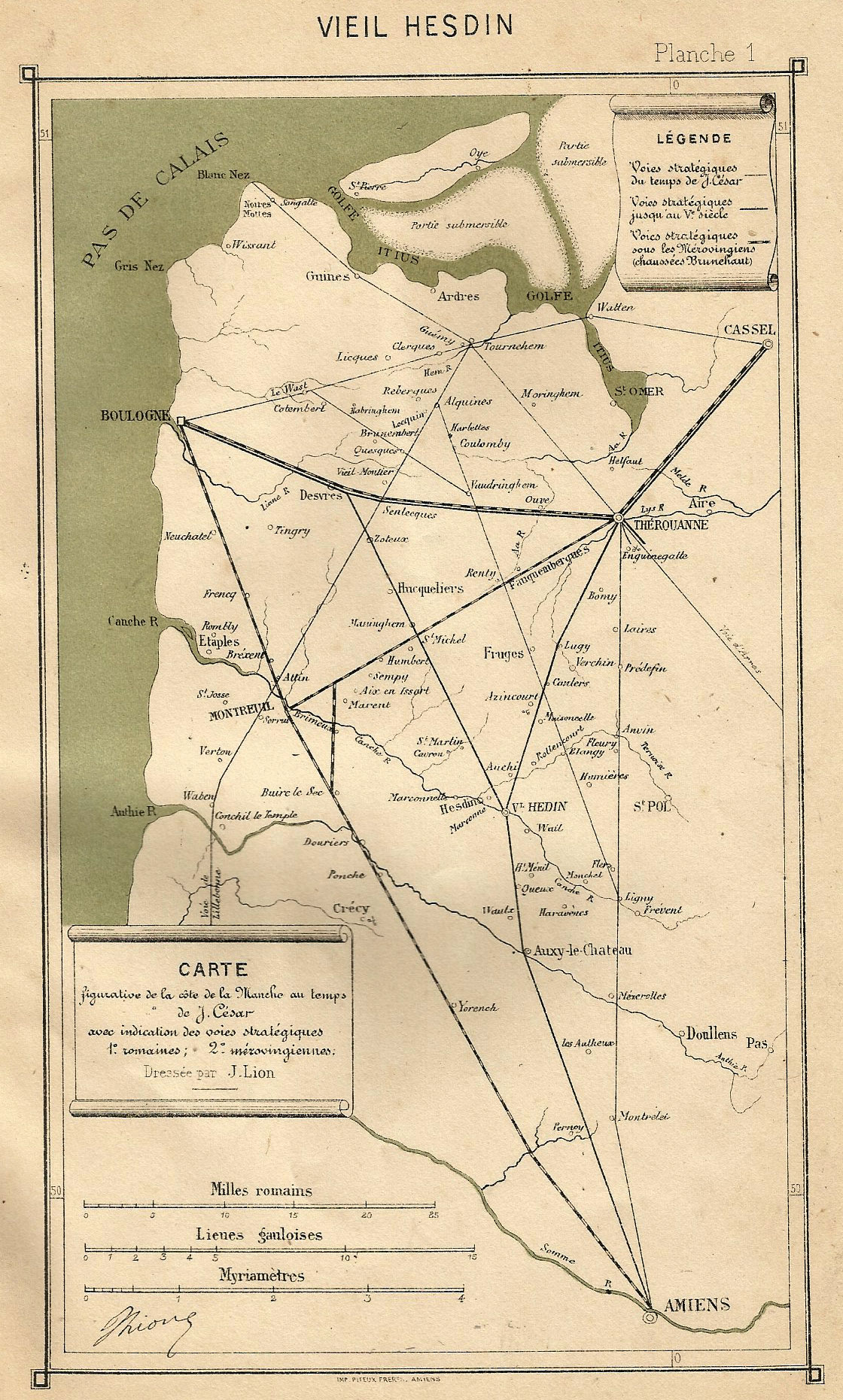
Portus Itius. Figuration de la côte de la Manche au temps de Jules César, par Jules Lion

Le compte-rendu d'Albert Grenier sur les recherches faites par Julien Martel prenant en compte l'état du littoral du nord de la France à cette époque, les différentes répliques de cartes anciennes, et l'étymologie des noms des villes voisines, placent le lieu d'où César est parti pour sa seconde expédition en Bretagne au lac de Sithiu qui se trouvait à cette époque entre Calais et Dunkerque et près duquel, sur une motte, s'est développée la ville de Saint-Omer autour de l'abbaye de Sithiu, au titre de « Portus Itius ». En ce temps, la transgression marine recouvrant toute la plaine située entre Calais, Dunkerque et Saint-Omer permettait en effet d'accueillir l'importante flotte de César, qui dû attendre plus d'un mois sans le Sinus Itius que le vent soit propice à la traversée de la Manche. Jusqu'au Moyen Âge, Saint-Omer pouvait recevoir des embarcations de mer.
En se basant sur les recherches d'Albert Grisart, Guy Licoppe, radiologue, l'a situé au Cap Blanc-Nez.
Mais faute de découverte archéologique incontestable, la localisation de Portus Itius est toujours discutée.